# استان هوامبو
استان هوامبو (به لاتین: Huambo Province) یکی از استان‌های کشور آفریقایی آنگولا است.

## خصوصیات
استان هوامبو ۳۴٬۲۷۰ کیلومترمربع مساحت و ۱٬۸۹۶٬۱۴۷ نفر جمعیت دارد.